# أليخاندرو أورتيز
أليخاندرو أورتيز (3 مايو 1952 بكوبا - ) هو لاعب كرة سلة كوبي في مركز هجوم صغير الجسم، شارك في الألعاب الأولمبية الصيفية 1976 والألعاب الأولمبية الصيفية 1980 ودورة الألعاب الأمريكية 1971 وبطولة كأس العالم لكرة السلة 1974 والألعاب الجامعية الصيفية 1970 وبطولة أمم الأمريكتين لكرة السلة 1980.

## وصلات خارجية
- أليخاندرو أورتيز على موقع الاتحاد الدولي لكرة السلة (الإنجليزية)
- أليخاندرو أورتيز على موقع الاتحاد الدولي لكرة السلة (الإنجليزية)
- أليخاندرو أورتيز على موقع سبورتس رفرنس (الإنجليزية)
- أليخاندرو أورتيز على موقع أوليمبيديا (الإنجليزية)